# Roland Van De Rijse
Roland Van De Rijse (* 2. August 1942 in Beernem) ist ein ehemaliger belgischer Radrennfahrer.

## Sportliche Laufbahn
Van De Rijse war Straßenradsportler und Teilnehmer der Olympischen Sommerspiele 1964 in Tokio. Im Mannschaftszeitfahren kam der belgische Vierer mit Leopold Heuvelmans, Roland De Neve, Roland Van De Rijse und Albert Van Vlierberghe auf den 13. Rang. Auch im Bahnradsport war er am Start. Heuvelmans, De Neve, Van De Rijse und Van Vlierberghe schieden in der Qualifikation in der Mannschaftsverfolgung aus.
Bei den UCI-Straßen-Weltmeisterschaften holten René Heuvelmans, Roland De Neve, Roland Van De Rijse und Albert Van Vlierberghe 1964 die Bronzemedaille im Mannschaftszeitfahren.
1965 wurde er Berufsfahrer im Radsportteam Flandria-Romeo. Er blieb bis 1971 als Profi aktiv. In seiner ersten Saison als Profi (er hatte zunächst einen Vertrag als Unabhängiger) gewann er die Elfstedenronde. Van De Rijse gewann noch einige Kriterien und Rundstreckenrennen, wie 1966 den Grote Prijs Marcel Kint, 1967 den Grote Prijs Stad Zottegem. Größere Erfolge blieben jedoch aus.
Er bestritt alle Grand Tours. In der Tour de France 1965 wurde er 58., im Giro d’Italia 1968 85. und in der Vuelta a España 1967 61. und 1969 66. der Gesamtwertung.